# Apostolisch vicariaat Izabal
Het apostolisch vicariaat Izabal (Latijn: Vicariatus Apostolicus Izabalensis) is een rooms-katholiek apostolisch vicariaat met als zetel Puerto Barrios, hoofdstad van het departement Izabal, in Guatemala. Het apostolisch vicariaat is vrijgesteld en valt als immediatum direct onder de Heilige Stoel, zonder te behoren tot een kerkprovincie. 

## Geschiedenis
Het apostolisch vicariaat werd opgericht op 30 april 1968, als de apostolische administratie Izabal, uit delen van het bisdom Zacapa. Op 12 maart 1988 werd het verheven tot apostolisch vicariaat. 

## Parochies
Het apostolisch vicariaat had in 2022 een oppervlakte van 9.038 km2 en telde 505.000 inwoners waarvan 47,9% rooms-katholiek was.

## Ordinarii

### Administratoren
- Gerardo Humberto Flores Reyes (9 mei 1969 - 7 oktober 1977)

### Apostolisch vicarissen
- Luis María Estrada Paetau (27 oktober 1977 - 12 juni 2004)
- Gabriel Peñate Rodríguez (21 mei 2004 - 26 juli 2011)
- Domingo Buezo Leiva (9 februari 2013 - 16 juli 2021)
- Miguel Ángel Martínez Méndez (23 december 2022 - heden)